# Aldo Cetrullo
Aldo Cetrullo (Pescara, 17 marzo 1919 – 26 maggio 2001) è stato un politico italiano.

## Biografia
Insegnante, politicamente fa parte del Partito Socialista Democratico Italiano. Alle elezioni politiche del 1963 viene eletto alla Camera dei Deputati nella Circoscrizione L'Aquila-Pescara-Chieti-Teramo. Non viene confermato dopo le elezioni del 1968, risulta invece nuovamente eletto nel 1972. Conclude definitivamente il proprio mandato parlamentare nel 1976.
Successivamente per il PSDI è consigliere comunale e assessore a Pescara, fino al 1993.
Il suo nominativo era tra quelli compresi nella lista degli appartenenti alla P2, con tessera numero 154, è passato poi al Grande Oriente d'Italia.
Muore all'età di 82 anni, nel maggio 2001.